# فلافيو هيريرا
فلافيو هيريرا (بالإسبانية: Flavio Herrera)‏ هو دبلوماسي وكاتب غواتيمالي، ولد في 18 فبراير 1895 في غواتيمالا في غواتيمالا، وتوفي بنفس المكان في 31 يناير 1968.